# 八幡石塚
八幡石塚（やわたいしづか）は、千葉県市原市の市原地区にある町丁。現行行政地名は八幡石塚一丁目と八幡石塚二丁目。郵便番号は290-0061。

## 概要
市原市北西部に位置する市原地区の北側にある。北は村田川を挟んで千葉市中央区村田町、東から南にかけては八幡、西は八幡北町と接する。

## 歴史

### 地名の由来
伝承による説では、役の行人が渡来し法華経を小石に書いて塚に埋め、そこに松を植えたことにちなむとするものがある。また、地形による説では、「石」（いし）・「塚」（高くなっている所）で、石の多い山と言う意味であるとするものがある。

## 世帯数・人口
2023年（令和5年）4月1日現在の世帯数及び人口の詳細は以下の通りである。
| 町丁字         | 世帯数  | 人口    | 人口  | 人口   | 人口     | 人口     | 人口  | 人口   | 世帯人員 |
| 町丁字         | 世帯数  | 総数    | 若年  | 若年   | 生産年齢 | 生産年齢 | 高齢  | 高齢   | 世帯人員 |
| -------------- | ------- | ------- | ----- | ------ | -------- | -------- | ----- | ------ | -------- |
| 八幡石塚一丁目 | 312世帯 | 658人   | 74人  | 11.25% | 368人    | 55.93%   | 216人 | 32.83% | 2.11人   |
| 八幡石塚二丁目 | 364世帯 | 663人   | 63人  | 9.50%  | 419人    | 63.20%   | 181人 | 27.30% | 1.82人   |
| 全体           | 676世帯 | 1,321人 | 137人 | 10.37% | 787人    | 59.58%   | 397人 | 30.05% | 1.95人   |

## 通学区域
市立小学校・市立中学校及び県立高等学校の通学区域は以下の通りである。
| 町丁           | 範囲 | 小学校             | 中学校             | 県立高校 |
| -------------- | ---- | ------------------ | ------------------ | -------- |
| 八幡石塚一丁目 | 全域 | 市原市立石塚小学校 | 市原市立八幡中学校 | 第9学区  |
| 八幡石塚二丁目 | 全域 | 市原市立石塚小学校 | 市原市立八幡中学校 | 第9学区  |

## 交通

### 鉄道
大字内に駅はないが、最寄り駅は八幡宿駅である。

### 道路
- 市道6号八幡椎津線(平成通り)[8]